# Boden, Westerwald
Boden là một đô thị thuộc một ‘‘Verbandsgemeinde’’ - ở huyện Westerwald trong bang Rheinland-Pfalz, Đức. Đô thị Boden, Westerwald có diện tích 2,3 km².
Đô thị này nằm ở phía bắc Bundesautobahn 3, 5 km so với Montabaur. Đô thị này thuộc Verbandsgemeinde Montabaur, một dạng đô thị tập thể chỉ có ở bang Rheinland-Pfalz.
Đô thị giáp ranh: Ruppach-Goldhausen, Heiligenroth, Moschheim, Niederahr và Meudt.